# 亚历山大·乔治·芬德利
亚历山大·乔治·芬德利（英語：Alexander George Findlay，1812–1875）英国水文地理学家。1812年，出生在英国伦敦。祖父是一个船东，在泰晤士河有经营活动。父亲亚历山大·芬德利是早期的皇家地理学会会员。
亚历山大·乔治·芬德利毕生从事地理和水文著作的编辑，页数超过1万页。发行了6大本在航海业影响深远的航海指南，涵盖北大西洋，南大西洋，印度洋，印度群岛-中国海-日本海，南太平洋，以及北太平洋。其著作包括：
- 《印度群岛，中国，日本航行指南，从马六甲和巽他海峡，东爪哇水道，到广州，上海，黄海，日本。并有风，季风，洋流以及各种水道码头等概要介绍》。（A Directory for the Navigation of the Indian Archipelago, China, and Japan, From the Straits of Malacca and Sunda, and the passages east of Java. to Canton, Shanghai, the Yellow Sea, and Japan with descriptions of the winds, monsoons, and currents, and general instructions for the various channels, harbours, etc.）伦敦，1878年，第二版。
- 《太平洋航行指南，沿岸和岛屿等介绍》。（A Directory for the Navigation of the Pacific Ocean: With Description of Its Coasts, Islands, Etc. from the Strait of Magalhaens to the Arctic Sea）伦敦，1851年。

1844年，当选为英国皇家地理学会会员。对于气象学也有研究。1858年，位于伦敦的Laurie & Whittle出版社老板理查德·霍兰·劳里（Richard Holland Laurie），亚历山大·乔治·芬德利接管了其出版事业。1875年，亚历山大·乔治·芬德利在英国肯特郡多佛尔去世。
其身后，1885年，位于阿姆斯特丹的范克伦出版社宣告破产，此后，Laurie & Whittle出版社成为出版海图和航海文献的具有最悠久历史的欧洲企业。